# Сенокос

Аркадий Пластов. Сенокос. 1945 г.

Сеноко́с — процесс кошения травы для заготовки сена, а также время этой косьбы.
Ещё значение — место, предназначенное для косьбы травы. 
Сенокос проходит, когда трава достаточно вырастет — в конце июня — в июле, в сухую погоду.

## Методы косьбы

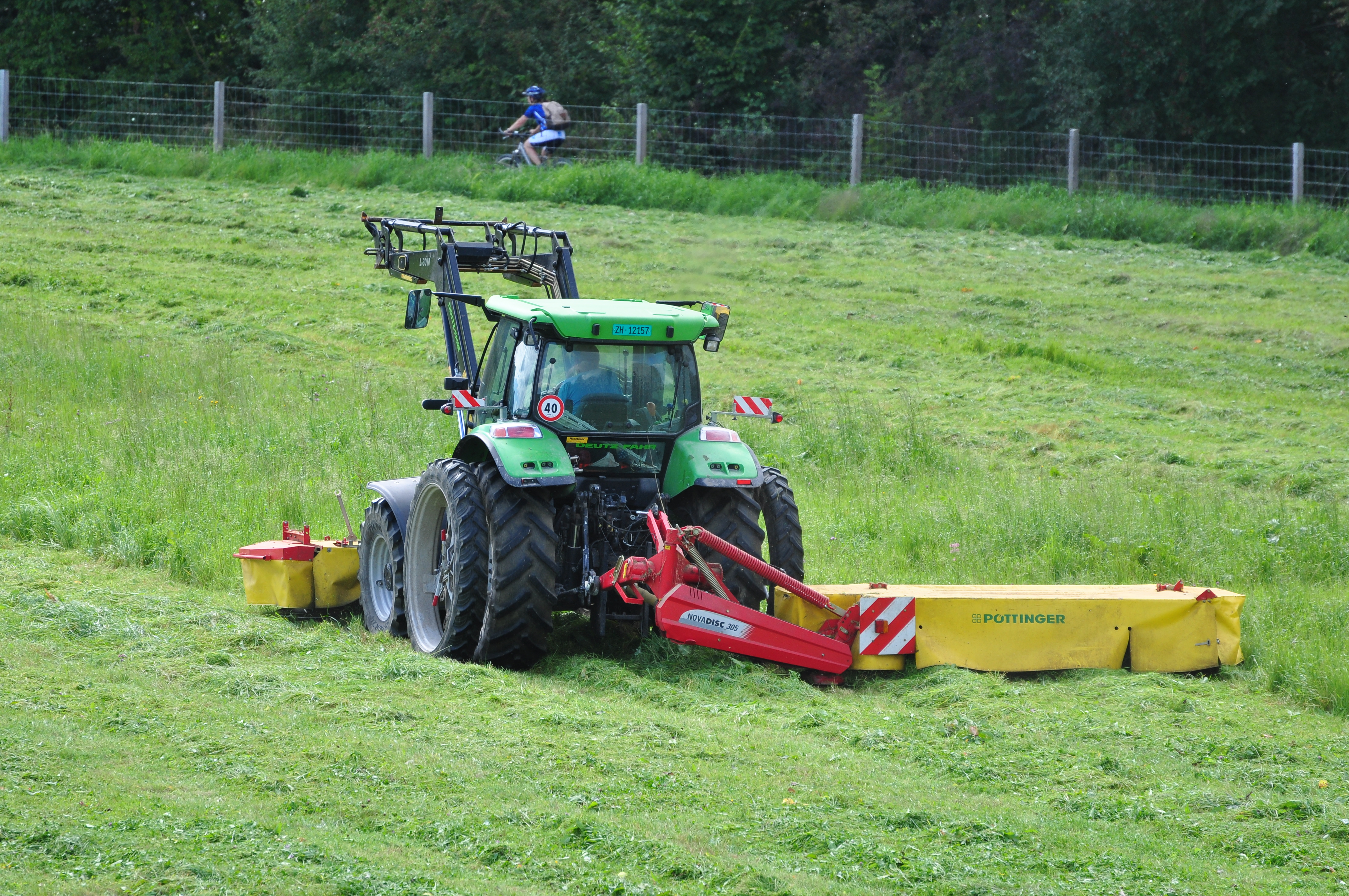
Тракторная навесная косилка

Косят траву вручную с помощью косы. Методы ручной косьбы и первоначальной сушки — вразброс или в валок.
В крупных хозяйствах же используются механизированные методы, так скашивание травы производится косилками и косилками-плющилками, агрегатируемыми с тракторами и самоходными шасси, а также самоходными косилками..

## Этапы сенокоса

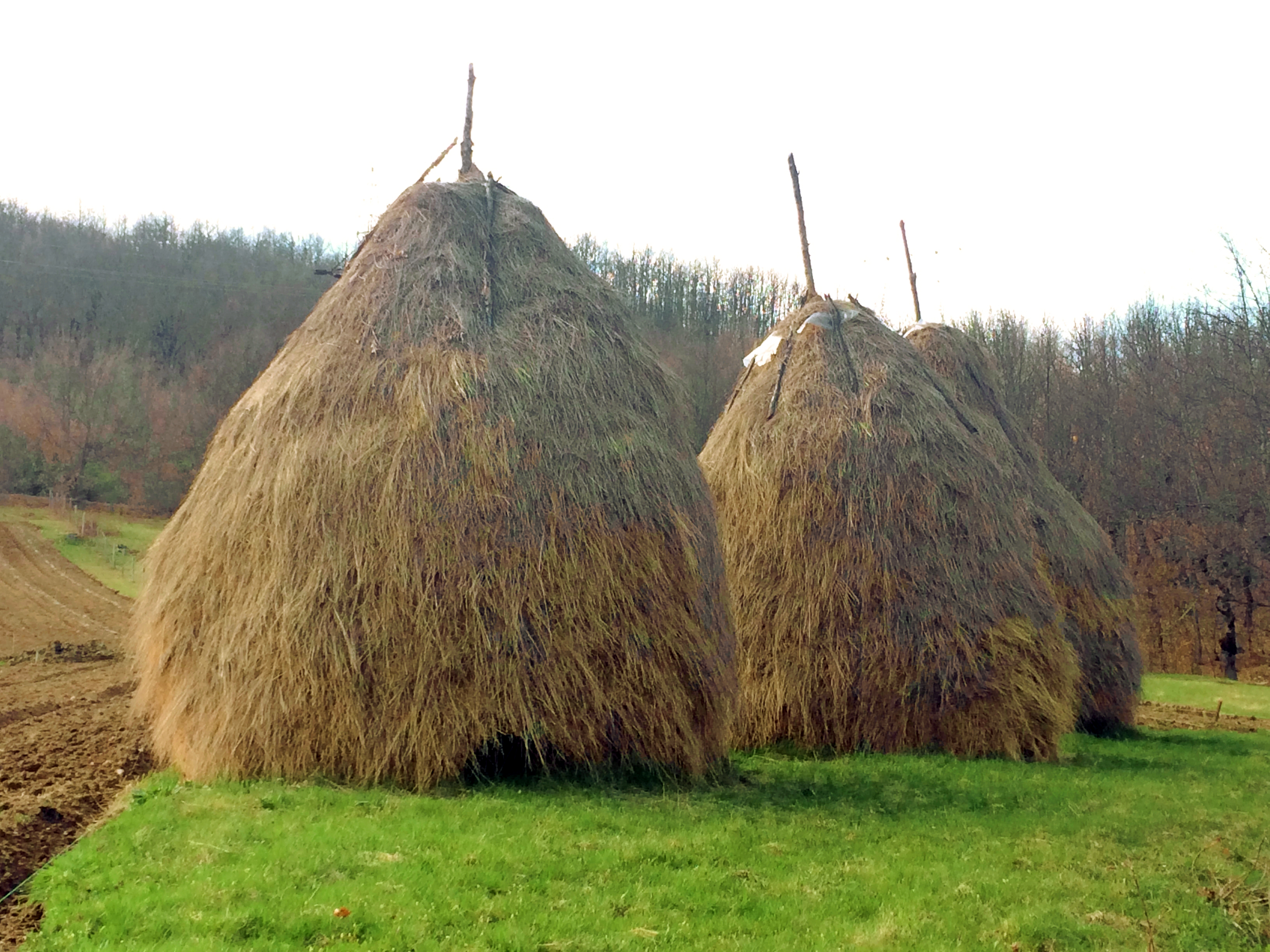
Стога сена

Процесс заготовки сена включает в себя: процесс кошения, сушки травы (преобразования травы под действием солнца и ветра в сено) и прессование (для снижения объёма) с укладыванием сена в копны или стога для дальнейшего хранения.

## В искусстве
Тема сенокоса неоднократно привлекала внимание крупных художников XIX—XX веков. Среди них Аркадий Пластов, картина «Сенокос» которого была удостоена Сталинской премии I степени за 1945 год.
Также картина  «Сенокос» художника-пейзажиста, академика Императорской Академии художеств Н. А. Сергеева.

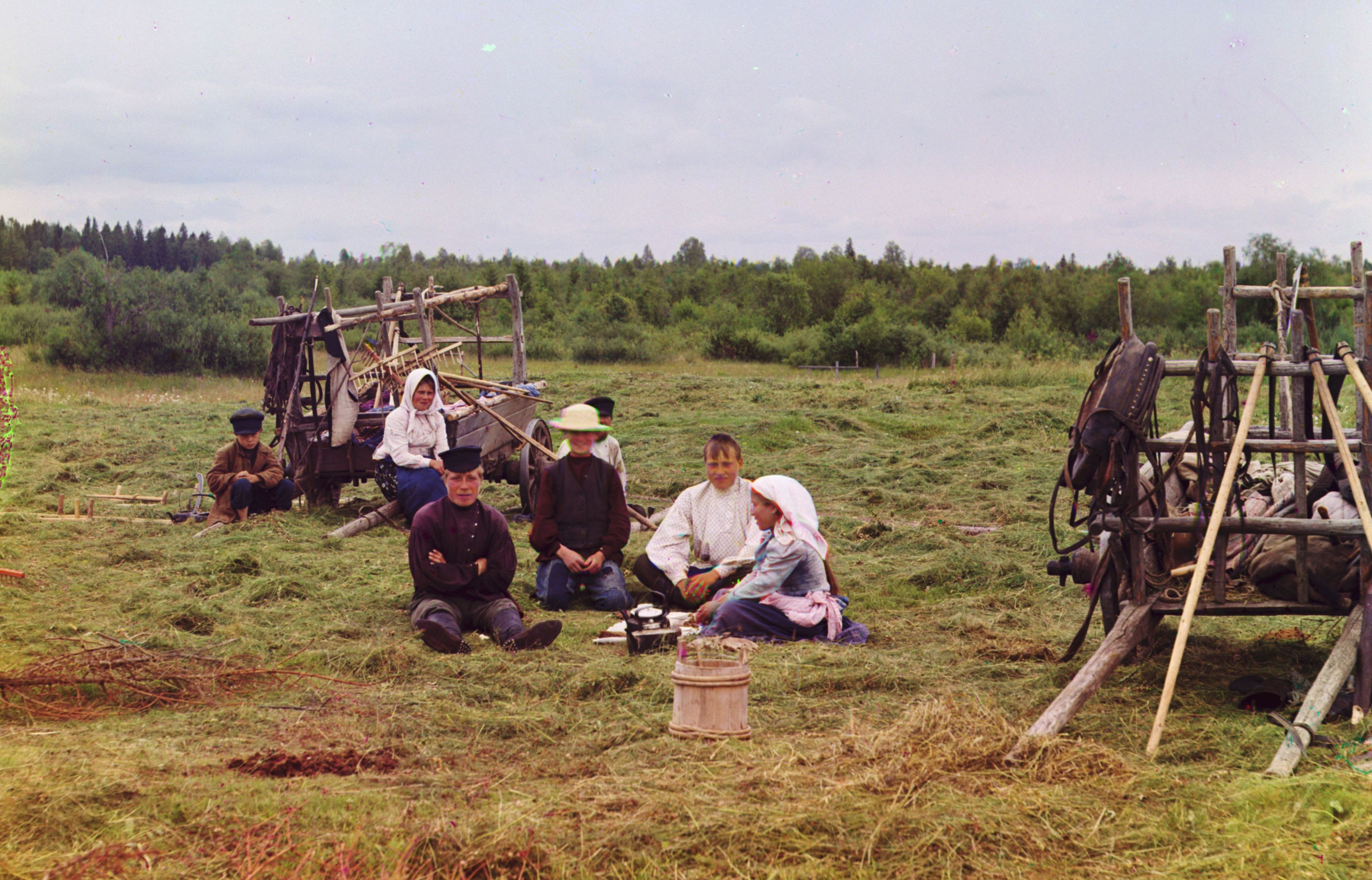
С. М. Прокудин-Горский. Крестьяне на покосе. Нижегородская губерния, 1909 г.